# Bibliographie de la chronologie de la Lorraine
Cette page regroupe les éléments de la bibliographie des articles de la Chronologie de la Lorraine.

## A
- Haut – A
- B
- C
- D
- E
- F
- G
- H
- I
- J
- K
- L
- M
- N
- O
- P
- Q
- R
- S
- T
- U
- V
- W
- X
- Y
- Z

- Académie nationale de Metz, Metz, l’annexion en héritage 1871-1918, Gérard Klopp, 2012, 328 p..
- Mgr Charles Aimond, L'église prieurale et paroissiale Notre-Dame de Bar-le-Duc : histoire, description, rôle et importance dans l'histoire et la vie de la cité ducale, Nîmes, C. Lacour, coll. « Rediviva », 2006, 119 p. (ISBN 2-7504-1183-1, BNF 40194127)
- Cédric Andriot, Noelle Cazin et Philippe Martin (dir.), Autour de la congrégation de Saint-Vanne et de Saint-Hydulphe : L'idée de réforme religieuse en Lorraine, Bar-le-Duc, 2006, « Le collège de Saint-Mihiel ».
- Dominique Armand, « Épinal situation et site » in Épinal du château à la préfecture, Annales de l'Est, société d’émulation des Vosges p. 13-16. 3e trimestre 2000
- Association d’Étude pour la Coordination des Activités Musicales (ASSECARM) (Présentation de l’orgue de la maison Gonzalès à Epinal), Orgues Lorraine Vosges, Metz, Éditions Serpenoise, 1991, 677 p. (ISBN 2-87692-093-X), p. 650
- Association Point Fixe, La Force aérienne tactique 1965-1994, Dinsheim, Association Point Fixe, 1998.
- Stéphane Audoin-Rouzeau et Jean-Jacques Becker, Encyclopédie de la Grande guerre, 1914-1918, Paris, Bayard, 2004, 1342 p. (BNF 39210922).
- Ahmet Aydin, Bar-le-Duc pendant la Grande Guerre (Mémoire de Master), Metz, Université de Metz, 2009, 299 p.

## B
- Haut – A
- B
- C
- D
- E
- F
- G
- H
- I
- J
- K
- L
- M
- N
- O
- P
- Q
- R
- S
- T
- U
- V
- W
- X
- Y
- Z

- Émile Badel, « L'église de Varangéville en Lorrane et ses objets d'art », dans Bulletin de la Société philomatique vosgienne 1904-1905, 30e année, 1905, p. 349-414 (lire en ligne)
- Michel Baumont, « Abel Ferry et les étapes  du Contrôle aux Armées, 1914–1918 » in Revue d'Histoire Moderne et Contemporaine, volume XV, janvier–mars 1968, p. 162–209.
- Pierre Barral, L'Esprit lorrain, PUN, 1989
- Manuel Bazaille, 
  - L'abbaye Sainte-Marie-Majeure à Pont-à-Mousson, La nouvelle revue lorraine, no 5, décembre 2010-janvier 2011.
  - L'abbaye Sainte-Marie-aux-Bois, La nouvelle revue lorraine, n°14, juin-juillet 2012, pp. 25–31.
- Joël Beck, Les moulins et scieries du Pays de Bitche, 1999
- Joël Beck, Le Pays de Bitche 1900-1939, 2005, 128 p.
- (de) Peter Bell et Dirk Suckow, « Geordnete Unordnung und Familie in Serie. Jacques Callots Zyklus Les Bohémiens », Arbeitskreis “Repräsentationen” (Hg.): Die andere Familie. Repräsentationskritische Analysen von der Frühen Neuzeit bis zur Gegenwart, Francfort-sur-le-Main,‎ 2013, p. 81-116
- François Alexis Théodore Bellot-Herment, Historique de la ville de Bar-le-Duc, Bar-le-Duc, 1863, 552 p. (BNF 30081219, lire en ligne)
- Christophe Belser et al., Nancy d'antan : Nancy à travers la carte postale ancienne, Paris, HC, 2008, 108 p. (ISBN 978-2-911207-87-7).
- A. Bertrand, Saint-Mihiel, d'hier à aujourd'hui. Dossiers documentaires meusiens, n°31 et n°32, 1983
- Louis Bertrand, Mademoiselle de Jessincourt, Plon, 1935.
- David Betzinger, Retour à Nancy : les mêmes lieux photographiés d'un siècle à l'autre : les Beaux jours, Paris, HC, 2008, 215 p. (ISBN 978-2-35179-022-9).
- Roger Billoret, La Ville antique de Grand, Vosges, Éditions S.A.E.P., coll. « Delta 2000 », 1978, 36 p. (ASIN B0014M5S4G).
- Gérard Bize, La base aérienne 136 Toul-Rosières - du Zénit au Nadir.
- Françoise Boquillon, Catherine Guyon et François Roth, Nancy 1000 ans d'histoire : Du bourg castral à la communauté urbaine, éditions Place Stanislas, février 2010 (ISBN 978-2-35578-010-3)
- Claude Bonnabelle (fac simile de l'édition de Bar-le-Duc, Imprimerie Contant-Laguerre, 1889), Notice sur Saint-Mihiel : son abbaye, ses dépendances : et aperçu sur le canton, Nîmes, C. Lacour, 2006, 155 p. (ISBN 2-7504-1233-1).
- Jean Bossu, Chronique des rues d'Epinal, vol. 3 volumes, Jeune Chambre Economique d'Epinal, avril 1984.
- Jean Boucon, Longwy: sentier découverte de la place forte de Vauban, Patrimoine du pays de Longwy, 2000.
- Jean Boucon, La route du fer, 2001.
- Jean Boucon, Sur les pas de Vauban en Lorraine et au-delà des frontières, Serpenoise Patrimoine du pays de Longwy, 2007.
- Karine Boulanger, Cédric Moulis, David Gucker et Dominique Heckenbenner, « Lorraine. "La pierre aux périodes historiques en Lorraine, de l’extraction à la mise en œuvre" », Archéologie médiévale, no 42,‎ 1er décembre 2012 (ISSN 0153-9337 et 2608-4228, DOI 10.4000/archeomed.11145, lire en ligne, consulté le 29 janvier 2021)
- René Bour, Histoire de Metz, Éditions Serpenoise, 1978 [détail de l’édition]
- Pierre Brasme, La Moselle Et Ses Soldats : Dictionnaire Biographique Des Gloires Militaires Mosellanes, Editions Serpenoise, 1999.
- Pierre Brasme, Histoire de la Lorraine des origines à nos jours, Éditions Ouest-France, coll. « Histoire des provinces », 2012.
- Michel Bur, Le château d’Épinal XIIIe et XIVe siècles, Comité des travaux historiques scientifiques, 2002 (ISBN 2-7355-0500-6).
- Marie-Claire Burnand, La Lorraine gothique, Paris, Picard Editeur, 1989.

## C
- Haut – A
- B
- C
- D
- E
- F
- G
- H
- I
- J
- K
- L
- M
- N
- O
- P
- Q
- R
- S
- T
- U
- V
- W
- X
- Y
- Z

- Guy Cabourdin, « Les Ducs de Lorraine et la Monnaie (1480-1635) », Annales de l'Est, no 1,‎ 1975, p. 3-43.
- Guy Cabourdin et al., Encyclopédie illustrée de la Lorraine, PUN et éditions Serpenoise.
- René Caboz, La Bataille de la Moselle : 25 août-15 décembre 1944, Sarreguemines, éditions Pierron, 1981.
- René Caboz, La Bataille de Metz : 25 août-15 septembre 1944, Sarreguemines, éditions Pierron, 1984 (ISBN 2-7085-0022-8).
- René Caboz, La bataille de Thionville ou La libération du pays des trois frontières : 25 août-25 décembre 1944, Sarreguemines, éditions Pierron, 1991.
- René Caboz, La bataille de Nancy : Luneville, Château-Salins, Faulquemont : 25 août-17 novembre 1944, Sarreguemines, éditions Pierron, 1994.
- René Caboz (suivi de Maizières la martyre : sélection de documents et photographies), La bataille de Maizières-lès-Metz : 25 août-8 novembre 1944, Ville de Maizières-lès-Metz, 1994.
- Michel Caffier, L'Excelsior : un siècle d'art de vivre à Nancy, Nancy, Éditions Place Stanislas, 2007, 117 p. (ISBN 978-2-355-78009-7).
- Augustin Calmet, Bibliothèque lorraine, ou histoire des hommes illustres qui ont fleuri en Lorraine, dans les Trois Évêchés, dans l'archevêché de Trèves, dans le duché de Luxembourg, etc., Nancy, A. Leseure, 1751 - (BNF 30187333)
- (fr) Christian Chambosse :
  - (1932) - « Les grottes de Sainte Reine » en 6 parties, L'avenir toulois 17e année no 781 (12 mars) p. 1, no 782 (19 mars) p. 1, no 783 (26 mars) p. 1, no 784 (2 avril) p. 1, no 786 (16 avril) p. 1, no 789 (7 mai) p. 1, journal hebdomadaire, Impr. moderne, Toul
  - (1935) - « Les grottes de Sainte Reine à Pierre-la-Treiche », Bulletin de tourisme et de publicité no 2, Toul
- M. Chavanne, Saint-Mihiel, Vieux Papiers & Vieux Souvenirs, Nîmes, Lacour - Rediviva, 1907 - réédition 2010, 39 p. (ISBN 978-2-7504-2454-1)
- Jack Chollet et Cédric Andriot, Les mystères de la Franc-maçonnerie à Lunéville, Haroué, Gérard Louis, 2016, 368 p..
- A. CHOMARD-LEXA, 
  - 2003 La Controverse de l'Hettangien, Bull.Inf.Géol. Bass.Paris, vol. 40, no 2, 8-18.
  - 2005 Olry Terquem (1797-1886), pionnier de la géologie lorraine, Les Cahiers Lorrains, n °4, 276-281.
  - 2005 Olry Terquem (1797-1886) et la naissance de la paléontologie stratigraphique, 50e Bull. SHNM, 27-48.
- Paulette Choné et Brigitte Heckel, Le Goût de Nancy, Paris, Mercure de France, 2005, 142 p. (ISBN 2-7152-2582-2).
- Victor de Civry (d), Les Ruines lorraines, chroniques monumentales, par Victor de Civry. I. Sainte-Marie-Aux-Bois (Meurthe). - Nancy, Vagner : 1845. - In-8°, 103 p., pl.
- Henri Claude, Hubert Collin, Simone Collin, Claude Kevers-Pascalis et Etienne Martin, Saint-Nicolas-des-Lorrains à Rome : trésor baroque au cœur de la Cité éternelle, Ars-sur-Moselle, Serge Domini, coll. « Histoire et Patrimoine », 2017, 64 p..
- François Cochet et al., Les batailles de la Marne : de l'Ourcq à Verdun, Saint-Cloud, Soteca et 14-18 Éditions, 2004, 324 p. (ISBN 2-9519539-2-5, BNF 39250077).
- François Cochet et al., 1916-2006, Verdun sous le regard du monde : actes du colloque tenu à Verdun les 23 et 24 février 2006, Saint-Cloud, 14-18 Éditions, 2006, 388 p. (ISBN 2-916385-00-2, BNF 40200326).
- Jean-François Colas, Les Droites nationales en Lorraine dans les années 1930 : acteurs, organisations, réseaux, Thèse de doctorat, Université de Paris X-Nanterre, 2002, 3 volumes.
- Hubert Collin, 
  - Fondation d'une abbaye lorraine au XIIe siècle : l'exemple de Sainte-Marie-au-Bois, in : Les Prémontrés et la Lorraine  XIIe – XVIIIe siècle, XXIIIe colloque du Centre d'études et de recherches prémontrées, sous la direction de Dominique-Marie Dauzet et Martine Plouvier, Beauchesne, Paris, 1998
  - « Les origines de l’église nationale de Saint-Nicolas-des-Lorrains à Rome. La confraternité des Lorrains, la mission diplomatique de Didier Virion auprès d’Urbain VIII (1625-1632) et les affaires de Pierre Fourier », Saint Pierre Fourier en son temps. Études réunies par René Taveneaux, Nancy : P.U.N., 1992, p. 127-157.
  - Les églises romanes de Lorraine (4 tomes). Société d'archéologie lorraine, Musée Lorrain,, Nancy (France). 1984.
- COLLIN (Hubert et Simone), La Lorraine artistique et historique à Rome, l’église Saint-Nicolas-des-Lorrains, Metz : éd. Serpenoise, 2000, 125 p.
- Jean Collot, Quelques clichés sur Bar-le-Duc, Bar-le-Duc, Imprimerie du Barrois, 1982, 51 p. (BNF 34672248)
- Fabien Conord, La France mutilée. 1871-1918, la question de l’Alsace-Lorraine, Vendémiaire, 286 p.
- Olivier Cortesi, 
  - La grande histoire de Longwy, Cœur d’Occident éditions, 2008.
  - La grande histoire de Longwy, Tome 2, Cœur d'Occident éditions, 2009.
  - La grande histoire du Pays de Longwy, Tome 3, Cœur d'Occident éditions, 2011.
- Dictionnaire historique et biographique des généraux français, depuis le onzième siècle jusqu'en 1822 - Par Monsieur le Chevalier de Courcelles.
- Jean-François Colas, Les droites nationales en Lorraine dans les années 1930 : acteurs, organisations, réseaux, thèse de doctorat, Université de Paris X-Nanterre, 2002
- Claude Cuny (avec la collaboration de Michel Caffier), Histoire d'un club : AS Nancy-Lorraine, éditions Alta, 1981, 228 p.
- Jean-Marie Cuny, Les Rues de Nancy, texte, documents et cartes postales anciennes, éd. du Mot passant, Villeurbanne, 2005, 126 p.  (ISBN 2-912506-77-8)

## D
- Haut – A
- B
- C
- D
- E
- F
- G
- H
- I
- J
- K
- L
- M
- N
- O
- P
- Q
- R
- S
- T
- U
- V
- W
- X
- Y
- Z

- DRAC Lorraine, Les fortifications de la place de Verdun - 1874-1918, Nancy, Éditions Serpenoise, coll. « Itinéraires du patrimoine » (no 120), 1996, 18 p. (ISBN 2-87692-305-X, BNF 36176864).
- Claude Dambroise et René Gourlia, Vandœuvre : du village ancien à la ville nouvelle, Nancy, Presses universitaires de Nancy, 1989, 102 p. (ISBN 9782864803843).
- Jean Deville, Saint-Mihiel en Barrois, TL/Service OFFSET de l'ACSS du CP de Metz, 1994, 186 p..
- Auguste Digot, L'abbaye de Sainte-Marie-au-bois, dessins par M. Chatelain (Bull. Soc. d'archéol. lorraine, 1857, 1, t.7, pp. 315–327 ; avec 4 p. de pl. entre les pp. 314 et 315)
- Robert Doegé (1910-1978), « 2000 Jahre Sarregueminer Geschichte » Histoire de Sarreguemines écrite en dialecte local : le « platt », Éditions Pierron, 1979, 392 p.
- Jean Dubois, L’Assistance dans le district de Bar pendant la Révolution, Paris, Imprimerie nationale, E. Leroux, 1930, 162 p. (BNF 32047566)
- Charles Dumont, Histoire de la ville de Saint-Mihiel, 4 volumes, Paris Déroches, 1860-1860

## E
- Haut – A
- B
- C
- D
- E
- F
- G
- H
- I
- J
- K
- L
- M
- N
- O
- P
- Q
- R
- S
- T
- U
- V
- W
- X
- Y
- Z

- Jean El Gammal (dir.), Dictionnaire des parlementaires lorrains de la IIIe République, Metz, Éd. Serpenoise, 2006.
- Jérôme Estrada et François Moulin: Histoire de la Lorraine : 100 lieux pour comprendre, L'Est Républicain, 2011.
- Sœur Euphémie, Quatre ans sous le joug allemand, Journal d’une religieuse de l’hôpital de Blâmont occupé par l’Allemagne de 1914 à 1918, éditions Gérard Louis.

## F
- Haut – A
- B
- C
- D
- E
- F
- G
- H
- I
- J
- K
- L
- M
- N
- O
- P
- Q
- R
- S
- T
- U
- V
- W
- X
- Y
- Z

- André Félibien, Entretiens sur les vies et sur les ouvrages des plus excellents peintres anciens et modernes, Paris, 1666-1688L'édition citée est celle de 1725.
- René Fetet : la chapelle Notre-Dame de consolation, la Quarante semaine Épinal, 1910-2000, 90 ans d’histoire – 2000. Publié à compte d’auteur (pas d’ISBN)
- Georges Fréchet et al., Les Trois-Évêchés et l'ancien duché de Bar : Congrès archéologique de France, 149e session, 1991, Paris, Société française d’archéologie, 1995, 574 p. (BNF 36153465), « Bar-le-Duc, église Saint-Étienne », p. 33-47
- (de) Peter Fuchs, « Heinrich (I.), Pfalzgraf von Lothringen », dans Neue Deutsche Biographie (NDB), vol. 8, Berlin, Duncker & Humblot, 1969, p. 380–381 (original numérisé).

## G
- Haut – A
- B
- C
- D
- E
- F
- G
- H
- I
- J
- K
- L
- M
- N
- O
- P
- Q
- R
- S
- T
- U
- V
- W
- X
- Y
- Z

- Aimé Gauge, Mirecourt, Éditions S.A.E.P. Colmar-Ingersheim, 1971 (pas d'ISBN)
- Paul Gauny et Jean-Paul Mathieu, Verdun, Metz, Serge Domini, 2005, 160 p. (ISBN 2-912645-76-X).
- Lucien Gastaldello, 
  - Longwy La Ville, Paroles de Lorrains, 2009.
  - Plus haut, plus loin, plus fort, tout le sport à Longwy, Paroles de Lorrains, 2011.
- Jacques Godechot, « Les Juifs de Nancy de 1789 à 1795 », Revue des études juives, t. 88, no 171,‎ 1928, p. 1-35.
- Georges Gay, Le dernier siège de Longwy : 1914, Cœur d’Occident éditions (éditions Olivier Cortesi).
- (de) Anja Gillen, Saint-Mihiel im hohen und späten Mittelalter : Studien zu Abtei, Stadt und Landesherrschaft im Westen des Reiches, Kliomedia, Trèves, 2003, 566 p.  (ISBN 3-89890-065-7) (texte remanié d'une thèse d'histoire à l'Université de Trèves, 2000).
- Alain Girardot (dir.) et al., Histoire de Verdun, Metz, Éditions Serpenoise, 1997, 205 p. (ISBN 2-87692-263-0, BNF 36200908).
- Paul-Édouard Glath, Du pays de Bitche en Charente-Maritime : Souvenirs de 1939-40, 1997, 94 p.
- Dominique Alexandre Godron, Étude ethnologique sur les origines des populations lorraines, Nancy, 1862 (BNF 36384403)
- Kévin Gœuriot, La terre, la pierre et le fer, histoire et patrimoine du pays de Briey, 2011, Serpenoise, Metz.
- Pierre Gras (texte) et Olivier Dancy (phot.), 
  - Le Patrimoine du Grand Nancy. Les lieux, les époques, les hommes, éd. du Patrimoine, Paris, 2012, 180 p.  (ISBN 978-2-7577-0238-3)
  - Grand Nancy, l'ambition urbaine : les grands projets qui métamorphosent l'agglomération, S. Domini, Ars-sur-Moselle, 2009, 126 p.  (ISBN 978-2-354-75017-6)
- H. J. Green, Anseÿs de Mes, according to Ms. N (Bibliothèque de l'Arsenal 3143): text, published for the first time in its entirety. Paris, Les Presses Modernes, 1939.
- Gilles Grivel, Les Parlementaires lorrains de la IIIe République, Jean El Gammal (dir.), Metz, Éd. Serpenoise, 2006, p. 347-348.
- Catherine Grosjean, Le château de Marbeaumont à Bar-le-Duc : la demeure éclectique d’un riche banquier au début du XXe siècle (Mémoire de Maîtrise), Strasbourg, Université de Strasbourg, 1996
- Michel Guidat, Bernard Hestin : Saint-Laurent, du terroir à la cité – Éditions Sapin d’or – Dépôt légal 3e trimestre 1989 (pas d’ISBN)

## H
- Haut – A
- B
- C
- D
- E
- F
- G
- H
- I
- J
- K
- L
- M
- N
- O
- P
- Q
- R
- S
- T
- U
- V
- W
- X
- Y
- Z

- Sylvie Hamel, Un jardin en Moselle, Ed. de la Bellivière,  (ISBN 978-2-9527110-1-2)
- Collectif dirigé par Sylvie Hamel et Jacques Walter, Metz, Série « France » no 5, Éditions autrement, octobre 1991, 187 p.  (ISBN 978-2-86260-343-8).
- Jean-Pierre Harbulot (introduction) et al., Bar-le-Duc : Ville d'art et d'histoire, Bar-le-Duc, Serge Domini, 2003, 160 p. (ISBN 2-912645-57-3)
- Christiane Heinrich, La Cristallerie Lorraine : Lemberg 1925-1997, Lemberg, imprimerie Neiter, 2000, 123 p.
- François Heller, Briey, 2000 ans d'histoire,  Briey d'hier et d'aujourd'hui.
- Didier Hemmert, Le Pays de Bitche, 1998
- J.-C. Herbin :
  - Hervis de Mes, chanson de geste anonyme (début du XIIIe siècle). Édition d'après le manuscrit Paris B.N. fr. 19160. 1992.
  - La vengeance Fromondin, 2005
- Emmanuel Héré, « Église de Bonsecours », Recueil des plans, élévations et coupes des châteaux et jardins que le roi de Pologne occupe en Lorraine.
- Constant Hertz, Blâmont, la vaillante (épisodes de guerre), Paris-Revue, 1920
- Jean Houpert, Les Lorrains en Amérique du Nord, Naaman, 1985  (ISBN 2890403300 et 9782890403307)
- Louis Hublau, 
  - Voyage Au Bout de Longwy, Serpenoise éditions, 2002.
  - Le Géant Terrassé, Fensch Vallée éditions, 1999.
  - Fontaines et Lavoirs en Pays-Haut, Office du Tourisme de Longwy éditions, 2006.
  - Diaporama Vieux Château de Longwy, Vieux Longwy-Haut, 2010.
  - Diaporama la fin de la sidérurgie 1978 à 2010, L'Hiver des Hommes du Fer, 2011.
  - "Diaporama la Place Forte de Longwy", 2012.
  - Diaporama les quatre sièges de Longwy et Longwy, saillant avancé de 1939-45, 2012.
- Lt-Cl Henri L’Huillier, Bar-le-Duc : ses rues, places, ponts et cours d’eau, Haironville, Georges Duménil, 1987 (réédition), 285 p. (BNF 35030422)
- Jean-François Huguenin, Les chroniques de la ville de Metz : enrichies du plan de Metz et des attaques dirigées contre cette ville par Charles-Quint en 1552, Éditeur S. Lamort, Metz, 1838, 894 p. [lire en ligne]
- (fr) Husson, N. (1865) - « Trou de Sainte-Reine », Journal de la Société d'archéologie lorraine et du Comité du Musée lorrain 14e année no 1, Société d'archéologie lorraine, Nancy, p. 7-10, 19-21, 146-147

## I
- Haut – A
- B
- C
- D
- E
- F
- G
- H
- I
- J
- K
- L
- M
- N
- O
- P
- Q
- R
- S
- T
- U
- V
- W
- X
- Y
- Z

- (de) Georg Irmer (de), « Heinrich I », dans Allgemeine Deutsche Biographie (ADB), vol. 11, Leipzig, Duncker & Humblot, 1880, p. 558

## J
- Haut – A
- B
- C
- D
- E
- F
- G
- H
- I
- J
- K
- L
- M
- N
- O
- P
- Q
- R
- S
- T
- U
- V
- W
- X
- Y
- Z

- Eugène Jager et Victor Starck, 39-45 dans nos villages, destin frontalier des communes de Château-Rouge, Heining, Oberdorff, Tromborn et Voelfing, 1997.
- André Janot : Paléolithique inférieur et moyen de Lorraine, originalité des industries à quartzites, article dans le  Bulletin de la Société préhistorique française Année 1988 - 85-10-12 (HS) pp. 291–303.
- Robert Javelet, Épinal, Images de mille ans d’histoire, Presses des établissements Braun et cie Mulhouse, 1972 (Pas d’ISBN)
- Léon Jérôme, L'Église et le pèlerinage de Notre-Dame de Bon-Secours à Nancy, Nancy, 1934.
- J.Joly : Dictionnaire des parlementaires français de 1889 à 1940

## K
- Haut – A
- B
- C
- D
- E
- F
- G
- H
- I
- J
- K
- L
- M
- N
- O
- P
- Q
- R
- S
- T
- U
- V
- W
- X
- Y
- Z

- Mgr M. Kaltnecker, Le Petit Séminaire de Pont-à-Mousson, imprimerie Georges Thomas, Nancy, 1958.
- Hermann Kinder et Werner Hilgemann (trad. Pierre Mougenot), Atlas Historique, Éditions Stock, 1964 (réimpr. 1983), p. 112
- Philipe Kuchler, « L’origine de la ville d’Épinal d’après les fouilles archéologiques du palais de justice (VIIIe-XIIIe) » in Journées d’études vosgiennes, Épinal du château à la préfecture, Annales de l’Est, société d’émulation des Vosges, p. 27-43 – 3e trimestre 2000

## L
- Haut – A
- B
- C
- D
- E
- F
- G
- H
- I
- J
- K
- L
- M
- N
- O
- P
- Q
- R
- S
- T
- U
- V
- W
- X
- Y
- Z

- (fr) Labrude, P. & Nodet, R. (1997) - « Nicolas et Camille Husson, pharmaciens, archéologues, chercheurs... à Toul dans la seconde moitié du XIXe siècle », Revue d'histoire de la pharmacie, 85e année, no 315, p. 272, 278
- Pierre Lallemand, Les Prémontrés : Pont-à-Mousson, Sarreguemines, Pierron, 1990,  (ISBN 978-2-7085-0081-5)
- (de) Jean Lamesfeld, Geschichte der elsass-lothringischen Kolonisation des XVIII. Jahrhunderts in Hungarien im Wandel der Zeiten, Impr. sarregueminoise, 1980 (BNF 36618847)
- Alice Lavallée-Becq, Briey à travers les siècles, 2000, publié à Metz par Livre d'histoire.
- Norman Laybourn, L'Émigration des Alsaciens et des Lorrains du XVIIIe au XXe siècle : essai d'histoire démographique, Association des publications près les Universités de Strasbourg, 1986 (BNF 37701091)
- François-Yves Le Moigne (dir), Histoire de Metz, Privat, 1986 [détail de l’édition]
- Guy Le Hallé, Verdun, ma ville, Amiens, Martelle Éditions, 1992, 192 p. (ISBN 2-87890-018-9, BNF 37624930).
- Guy Lejaille, Zeppelin IV. Une visite historique  (ISBN 978-2-915682-20-5), éditions l'Atelier de la Mémoire, 2e trimestre 2009, 173 pages.
- Henri Lepage, Dictionnaire topographique du département de la Meurthe - Dictionnaire topographique de la France comprenant les noms de lieu anciens et modernes, publié par ordre du ministre de l'instruction publique et sous la direction du Comité des travaux historiques et des sociétés savantes, Société d'archéologie lorraine et du Musée historique lorrain, 1862.
- Jules Lieure, Catalogue de l'œuvre gravée de Jacques Callot, Paris, 1924-1927, 4 volumes
- (fr) Losson, B. (2003) - Karstification et capture de la Moselle (Lorraine, France) : vers une identification des interactions, Thèse de doctorat de géographie, Université de Metz, 510 pages + annexes (196 pages) et planches (94 pages)
- Fabrice Loubette (2008), Les forces aériennes de l'OTAN en Lorraine, 1952-1967, Metz, France : Serpenoise, partie II, chap. 7, Toul-Rosières Air Base  (ISBN 978-2-8769-2763-6)
- (fr) Louis, M. & Lehmuller, D. (1966) - Travaux et recherches spéléologiques tome III - « Contribution à l'avancement du catalogue des cavités de Meurthe-et-Moselle », USAN et ASHM, Nancy, vol. 1 p. 91-93 + planches 26E et 26F dans vol. 2
- Thierry Lentz ; Denis Imhoff: La Moselle et Napoléon : étude d'un département sous le Consulat et l'Empire, éd. Serpenoise, Metz, 1986.

## M
- Haut – A
- B
- C
- D
- E
- F
- G
- H
- I
- J
- K
- L
- M
- N
- O
- P
- Q
- R
- S
- T
- U
- V
- W
- X
- Y
- Z

- Frédéric Maguin (dir.), Femmes célèbres de Nancy, éd. Koidneuf, Nancy, 2007, 36 p.  (ISBN 2-9515687-8-9)
- Frédéric Maguin, 
  - Les plus beaux hôtels particuliers de la Ville-Vieille de Nancy, éd. Koidneuf, Nancy, 2008, 47 p.  (ISBN 978-2-9532025-0-2)
  - Nancy de A à Z, A. Sutton, Saint-Cyr-sur-Loire, 2009, 192 p.  (ISBN 978-2-8138-0084-8)
  - Nancy à l'époque de Gallé, promenade proposée par Frédéric Maguin, éd. Koidneuf, Nancy, 2009, 38 p.  (ISBN 978-2-9532025-2-6)
  - Études historiques et critiques ou Mémoires pour servir à l'histoire de Deneuvre et de Baccarat, L. Hachette et Cie, Paris, 1861, 268 p.
- Camille Maire
  - Les débuts de l'émigration lorraine au XIXe siècle : 1817, la Pologne russe, 1984  (ISSN 0758-6760)
  - Lettres d'Amérique : des émigrants d'Alsace et de Lorraine écrivent au pays, 1802-1892, Éd. Serpenoise, 1992  (ISBN 2876921049)
- Docteur Pierre Mangin, Histoire du Pays de Briey, 1983, Typo-Lorraine, Verdun.
- Jean Marcer, Données géologiques et hydrogéologiques sur les feuilles topographiques au 1/50 000, Étain et VigneulleS, Orléans, BRGM, 1969
- Pierre Marizier, Le Coup de Bar : chronique d’une époque, 1958-1970, Montmédy, Nouvelle imprimerie meusienne, 1988, 167 p. (ISBN 2-9503047-0-2, BNF 37060961)
- Pierre Marot, Jacques Callot, d'après des documents inédits, Paris et Nancy, Berger-Levrault, 1939 (OCLC 22610161)
- Pierre Marot, « Peintres et graveurs lorrains du XVIIe siècle : Jacques Callot », Le Pays lorrain, no 3,‎ 1953
- Hans-Günther Marschall, Rainer Slotta,  Lorraine romane, éditions Zodiaque (collection la nuit des temps no 61), La Pierre-qui-Vire, 1985, p. 59,  (ISBN 2-7369-0000-6)
- Laurent Martino, Histoire chronologique de la Lorraine : des premiers Celtes à nos jours, Nancy, Editions place Stanislas, 2009, 221 p. (ISBN 9782355780387)
- Dr Anne Masson, L’hôpital Saint-Denys de Bar-le-Duc : de sa fondation à nos jours (Thèse de médecine), Bar-le-Duc, Université de Nancy 1, 1985, 193 p. (BNF 34867197)
- Édouard Meaume, Recherches sur la vie et les œuvres de Callot, Nancy, 1854 et 1860 (OCLC 40706013)
- Franck Meyer, Verdun : des ravages à la renaissance, 1915-1929, vol. 1 : Le temps des ruines, 1915-1919, Verdun, Connaissance de la Meuse, coll. « Connaissance de la Meuse », 2006, 143 p. (ISBN 2-9503985-8-8, BNF 40202130).
- Franck Meyer, Verdun : des ravages à la renaissance, 1915-1929, vol. 2 : Le Verdun nouveau, 1919-1929, Verdun, Connaissance de la Meuse, coll. « Connaissance de la Meuse », 2007, 159 p. (ISBN 978-2-9527791-1-1, BNF 41167813).
- Jérôme Montchal (dir.), Le trait et le portrait : de Boucher à Camille Claudel : les plus beaux dessins du musée de Bar-le-Duc, Paris et Bar-le-Duc, Somogy et la ville de Bar-le-Duc, 2004, 103 p. (ISBN 2-85056-825-2, BNF 39916337)
- Serge Montens, Les plus beaux ponts de France, Paris, Bonneton, 2001
- Jean Morette, Chez nous en Lorraine : Bar-le-Duc, Metz, Le Républicain Lorrain, 1976, 78 p. (BNF 34610346)
- Jean Morette, Verdun, Metz et Verdun, Éditions Serpenoise et Ville de Verdun, 1992, 97 p. (ISBN 2-87692-090-5, BNF 35550069).
- Bertrand Munier, 
  - Le grand livre des élus vosgiens, 1791-2003: conseillers généraux et régionaux, députés, sénateurs, ministres, 2003.
  - Le Grand Livre des élus vosgiens, 1796-2003, Éditions Gérard Louis par, 2005,  (ISBN 2914554346).
  - AS Nancy Lorraine - Histoire d’un club - Au fil des saisons depuis 1935, Éditions Serpenoise, 2010  (ISBN 978-2-87692-747-6)
- Musée historique lorrain, Jacques Callot. Exposition, Nancy, 13 juin - 14 septembre 1992. Nancy : 1992.   (ISBN 2-7118-2561-2)

## N
- Haut – A
- B
- C
- D
- E
- F
- G
- H
- I
- J
- K
- L
- M
- N
- O
- P
- Q
- R
- S
- T
- U
- V
- W
- X
- Y
- Z

- François Nourissier (et al.), Nancy, éd. Pierron, Paris, Sarreguemines, 2005, 157 p.  (ISBN 2-7085-0330-8)
- Nous parlions ainsi ! : petit recueil des locutions, expressions, dictons, sentences, adages et proverbes utilisés à Sarreguemines et ses environs, 1994  (ISBN 9782950840905)

## P
- Haut – A
- B
- C
- D
- E
- F
- G
- H
- I
- J
- K
- L
- M
- N
- O
- P
- Q
- R
- S
- T
- U
- V
- W
- X
- Y
- Z

- Jean-Luc Pamart, Le paysan des poilus, Sainte-Marguerite-sur-Mer, Éditions des Équateurs, 2004, 172 p. (ISBN 2-84990-009-5, BNF 39287976).
- P. Paris, Li romans de Garin le Loherain, publié pour la première fois et précédé de l'examen du système de M. Fauriel sur les romans carlovingiens. Paris, Téchener, 1833-5. Disponible sur Google Livres (tome 1), tome 2).
- Michel Parisse (dir), Histoire de la Lorraine, Privat, Toulouse, 1977
- Michel Parisse Noblesse et chevalerie en Lorraine médiévale Publication Université de Nancy II, Nancy 1982  (ISBN 2864801272), « Les Etichonides » p. 89, annexe 27, « Dabo » p. 375.
- Le Pays lorrain. Revue régionale mensuelle illustrée. Numéro spécial consacré à Jacques Callot., 1935
- Le Petit Glaneur : journal littéraire, commercial, etc, Sarreguemines (BNF 32836463)
- Patrick Pécherot, Les Brouillards de la Butte (Grand Prix de Littérature policière 2002).
- Jacques G. Peiffer, 
  - Longwy, Faïence et Émaux, le Livre d’Or du Bicentenaire, Éditions Serpenoise, Metz, 1998
  - Émaux, d’Istanbul à Longwy, L'Europe de la Faïence, G.K, Metz/Paris, 1996,
  - La faïencerie de Longwy : Essai analytique, s. e, Longwy, 1977.
- Michel Pernod, « Épinal au XVIIIe siècle, le premier apogée de la ville et les malheurs de la guerre » in Épinal du château à la préfecture. Annales de l’Est, société d’émulation des Vosges page 67 à 80. 3e trimestre 2000
- Alain Petiot, Au service des Habsbourg : officiers, ingénieurs, savants et artistes lorrains en Autriche, Éd. Messene, 2000  (ISBN 2911043715)
- Edmond Pionnier, Verdun promenade historique et pittoresque, Bar-le-Duc, Contant-Laguerre, 1901, 72 p. (BNF 31116189, lire en ligne).
- Pierre-Paul Plan, Jacques Callot : maître graveur (1593-1635), Bruxelles et Paris, G. Van Oest & C°, 1914
- Georges Poull, 
  - L'industrie textile vosgienne, 1765-1981, G. Poull, 1982-1983, p. 321-322
  - « Paul Cuny », in Albert Ronsin (dir.), Les Vosgiens célèbres. Dictionnaire biographique illustré, Éditions Gérard Louis, Vagney, 1990, p. 97  (ISBN 2-907016-09-1)
- Georges Poull, La maison souveraine et ducale de Bar, Nancy, Presses universitaires de Nancy, 1994, 455 p. (ISBN 2-86480-831-5, BNF 35717006)
- François Pupil, « Nancy, Notre-Dame-de-Bon-Secours : les leçons d'une restauration », dans Congrès archéologique de France. 164e session. Nancy et Lorraine méridionale. 2006, Société française d'archéologie, Paris, 2008, p. 115-121  (ISBN 978-2-901837-32-9).

## R
- Haut – A
- B
- C
- D
- E
- F
- G
- H
- I
- J
- K
- L
- M
- N
- O
- P
- Q
- R
- S
- T
- U
- V
- W
- X
- Y
- Z

- Françoise Ribert - Société de tir de Nancy, 1866-2016, 150e anniversaire -  (ISBN 978-2-7466-9243-5) - Décembre 2016.
- Charles Richez, Bar-le-Duc, Colmar, SAEP Colmar-Ingersheim, 1971, 100 p. (BNF 35319283)
- Jean-Claude Richez, Une révolution oubliée : novembre 1918, la révolution des conseils ouvriers et de soldats en Alsace-Lorraine, Strasbourg, Syllepse, 2020, 254 p. (ISBN 978-2-8495-0831-2)
- Simon Ritz et Sébastien Viller, « L’exploitation des calcaires en plaquettes de la Dalle d’Étain dans l’agglomération gallo-romaine de Senon (Meuse) », dans Karine Boulanger, Cédric Moulis, Pierre à Pierre : économie de la pierre aux périodes historiques en Lorraine et régions limitrophes (Ier s. av. J.-C. XVIIe s.), Actes du colloque de Nancy, 5-6 novembre 2015, Nancy, Presses universitaires de Nancy, 2020 (ISBN 2814305565)
- Albert Ronsin :
  - Épinal du château à la préfecture. Annales de l’Est, société d’émulation des Vosges page 81 à 102. 3e trimestre 2000
  - Les Vosgiens célèbres. Dictionnaire biographique illustré, Éditions Gérard Louis, Vagney, 1990, 394 pages  (ISBN 2-907016-09-1)
- François Roth (dir.), Les Modérés dans la vie politique française (1870-1965), Nancy, P.U.N., 2000.
- François Roth: 
  - La vie politique en Lorraine au XXe siècle, Metz-Nancy, Ed. Serpenoise-P.U.N. 1985.
  - La Lorraine et les Lorrains dans l'Europe du Saint-Empire, 1697-1790, 1999  (ISBN 2860540180 et 9782860540186)
- Eugène Rouir, La gravure originale au XVIIe siècle, Paris, Éditions Aimery Somogy, 1974 (OCLC 163708781)

## S
- Haut – A
- B
- C
- D
- E
- F
- G
- H
- I
- J
- K
- L
- M
- N
- O
- P
- Q
- R
- S
- T
- U
- V
- W
- X
- Y
- Z

- Georges Sadoul, Jacques Callot : miroir de son temps, Paris, Gallimard, 1990 (1re éd. 1969), 402 p. (ISBN 2-07-010625-X)
- Charles-Laurent Salch, Dictionnaire des châteaux et des fortifications du moyen âge en France, Imprimé en Italie par Gruppo Editoriale Fabri, Milano, Editions Publitotal Strasbourg, 3e trimestre 1987
- Say Hélène & Schneider Hélène (dir.), 2010, Le duc de Lorraine René II et la construction d’un état princier. Actes de la journée d’étude organisée à l’occasion du 500e anniversaire de la mort de René II., Nancy (archives départementales de Meurthe-et-Moselle), le 12 décembre 2008, Lotharingia XVI.
- Louis Schaudel, Les comtes de Salm et l'abbaye de Senones aux XIIe et XIIIe siècle. Contribution à l'histoire de Senones, Pierre-Percée, Badonwiller, Blamont, Deneuvre, Berger-Levrault, 1921.
- Nicolas Schmitt, À travers Saint-Mihiel, de l'histoire à chaque pas, syndicat d'initiative de Saint-Mihiel, imprimerie Brochard, mars 1978
- André Schontz, Arsène Felten et Marcel Gourlot (préf. François Roth), Le chemin de fer en Lorraine, Metz, Éditions Serpenoise, septembre 1999, 316 p. (ISBN 978-2-87692-414-7).
- (de) Thomas Schröder, Jacques Callot : Das gesamte Werk in zwei Bänden. 1 : Handzeichnungen. 2 : Druckgraphik, Munich, Rogner und Bernhard GMBH, 1971
- Detlev Schwennicke: Europäische Stammtafeln Band I.2 (1999) Tafel 201
- Service historique de l'état-major des armées, Les Armées françaises dans la Grande guerre, Paris, Impr. nationale, 1922-1934, onze tomes subdivisés en 30 volumes (BNF 41052951) :
  - AFGG, vol. 1, t. 10 : Ordres de bataille des grandes unités : grands quartiers généraux, groupe d'armées, armées, corps d'armée, 1923, 966 p. (lire en ligne).
- Pierre Sesmat, 
  - Prémontrés et Jésuites à Pont-à-Mousson : le lien architectural, in : Les Prémontrés et la Lorraine XIIe – XVIIIe siècle, XXIIIe colloque du Centre d'études et de recherches prémontrées, sous la direction de Dominique-Marie Dauzet et Martine Plouvier, Beauchesne, Paris, 1998, p. 29-40
  - L'église des Prémontrés de Pont-à-Mousson, dans Congrès archéologique de France. 149e session. Les Trois-Évêchés et l'ancien duché de Bar. 1991, p. 241-254, Société française d'archéologie, Paris, 1995
- Claude Seyer (et al.), Nancy aérienne : paysages, patrimoine, urbanisme, Gérard Louis, Haroué, 2008, 110 p.  (ISBN 978-2-914554-92-3)
- M. Silver, Girbert de Mes, According to Ms. B, Text and Variants of Lines 8879-10822, Followed by a Study of the Noun Declensional System. 1948.  Disponible sur Gallica (lien).
- E. Stengel, Hervis von Metz : Vorgedicht der lothringer Geste nach allen Handschriften. 1903. Disponible sur Gallica (lien).

## T
- Haut – A
- B
- C
- D
- E
- F
- G
- H
- I
- J
- K
- L
- M
- N
- O
- P
- Q
- R
- S
- T
- U
- V
- W
- X
- Y
- Z

- Dom Jean François et Dom Nicolas Tabouillot, Histoire de Metz, Éd. du Palais royal, 1974, (7 vol.), [reprod. de l’éd. de 1769].
- Daniel Ternois, Jacques Callot : catalogue complet de son œuvre dessiné, Paris, F. de Nobele, 1962, 614 p.
- Jacques Callot (1592 - 1635). Actes du colloque du Louvre, sous la direction de Daniel Ternois. Paris : Klincksieck, 1993.  (ISBN 2-252-02930-7)
- (en) & (de) Peter Truhart, Regents of Nations, K. G. Saur Verlag Münich, 1984-1988  (ISBN 359810491X), Art. « Pfalz / Palatinate. Pfalzgrafen bei Rhein und (1257) Kurfürsten der Pfalz / Palatin. Counts and (1257) Electors Cap. (13..) Heidelberg, (1720) Mannheim ».
- René Taveneaux et Jean Lanher (dir.) :Encyclopédie illustrée de la Lorraine, dans Encyclopédie illustrée de la Lorraine; Histoire de la Lorraine, Serpenoise ; Presses universitaires de Nancy, Metz, Nancy, 1990-1994.
- Rémy Thiriet, « Épinal sous la IIIe république » in Épinal du château à la préfecture. Annales de l’Est, société d’émulation des Vosges page 81 à 102. 3e trimestre 2000

## V
- Haut – A
- B
- C
- D
- E
- F
- G
- H
- I
- J
- K
- L
- M
- N
- O
- P
- Q
- R
- S
- T
- U
- V
- W
- X
- Y
- Z

- Danièle Verdenal-Joux, 
  - Vandœuvre, coup de cœur : un récit initiatique, documenté et illustré avec le concours des artistes locaux, Gérard Louis Éditeur, Haroué, 2003, 182 p.  (ISBN 9782914554305)
  - Vandœuvre, parfum d'antan : le village & la ville, Gérard Louis Éditeur, Haroué, 2006  (ISBN 9782914554756)
- Bernard Vigneron, Divodurum mediomatricorum : Metz antique, Maisonneuve, Sainte-Ruffine, 1986.
- Jeanne Vincler, Les Huguenots de Metz – Tome 1 en leurs seigneuries, Éditions de Mazirot, novembre 2007.  (ISBN 978-2-915701-06-7).
- Roger Viry-Babel, Mirecourt et la lutherie, Éditions de l'Est. Nancy, 1993
- Gérard Voreaux et Jean-Charles Taillandier, Joseph Gilles, dit Provençal (1679-1749), Peintre lorrain du XVIIIe siècle, notable de Vandœuvre, Ville de Vandœuvre-lès-Nancy 2007  (ISBN 978-2-9529107-0-5).

## W
- Haut – A
- B
- C
- D
- E
- F
- G
- H
- I
- J
- K
- L
- M
- N
- O
- P
- Q
- R
- S
- T
- U
- V
- W
- X
- Y
- Z

- Georges Weill et Jean Schmitt, Bar-le-Duc : ville haute, ville basse : guide touristique : notices historiques et archéologiques, Bar-le-Duc, Société des lettres, sciences et arts, 1966, 95 p. (BNF 33221497)
- François Weymuller, Histoire d’Épinal des origines à nos jours, Éditions Horvath, 1985  (ISBN 2-7171-0340-6)
- Justin Worms, Histoire de la ville de Metz : depuis l'établissement de la république jusqu'à la Révolution française, Éditeur Alcan, 1849, 302 p. [lire en ligne]

### Y
- Haut – A
- B
- C
- D
- E
- F
- G
- H
- I
- J
- K
- L
- M
- N
- O
- P
- Q
- R
- S
- T
- U
- V
- W
- X
- Y
- Z

- (fr) René Yaigre, Saint-Mihiel : balade dans l'histoire et les rues de Saint-Mihiel, Éd. Sphères, Saint-Mihiel, 2008, 64 p.  (ISBN 978-2-7466-0172-7)
- (fr) Marcel Yonque, 
  - Le Saillant, Saint-Mihiel et la région : quatre ans de guerre, 1914-1918, Éd. Sphères, Saint-Mihiel, 1997, 398 p.  (ISBN 2-9510064-1-1)
  - La guerre 1939-1945, Saint-Mihiel et la Meuse : les combats, l'Occupation, la Libération, Éd. Sphères, Saint-Mihiel, 2000, 413 p.  (ISBN 2-9510064-2-X)

## Z
- Haut – A
- B
- C
- D
- E
- F
- G
- H
- I
- J
- K
- L
- M
- N
- O
- P
- Q
- R
- S
- T
- U
- V
- W
- X
- Y
- Z

- Zapp, Histoire du parler sarregueminois, Confluence, 1997 (OCLC 163754078)